# Amaq

Logo

Amaq News Agency (arabisch وكالة أعماق للأنباء, DMG Wikālat Aʿmāq li-l-Anbāʾ) ist ein Nachrichtenkanal der islamistischen Terrororganisation Islamischer Staat (IS) und neben dem Al-Hayat Media Center bedeutendes Medium der Verbreitung ihrer Propaganda in der breiten Weltöffentlichkeit. Er bezeichnet sich selbst als Nachrichtenagentur.
Amaq setzt kurze Nachrichten auf seiner Website sowie mittels Telegram und anderer Internetdienste ab. Es werden Benachrichtigungen, Artikel und Videos verbreitet, die wie im etablierten Journalismus mit den Überschriften „Breaking News“ und „Exclusive“ versehen werden. Monatlich veröffentlicht Amaq Infografiken mit den „Märtyrern des Kalifats“, dort sind die Selbstmordanschläge von IS-Kämpfern gelistet.

## Geschichte
Der Nachrichtenkanal tauchte erstmals im August 2014 während der Kämpfe um die syrisch-kurdische Stadt Kobane an der Grenze zur Türkei als Stimme der Terrormiliz „Islamischer Staat“ in Syrien auf. Experten zufolge teilten damals IS-Kämpfer auf ihren privaten Internetprofilen und über verschlüsselte Kurznachrichten aktuelle Informationen versehen mit dem Stichwort „Amaq“. Das arabische Wort „Amaq“ bedeutet so viel wie „Die Tiefen“ und bezieht sich laut der Journalistin Sabine Rossi auf die Tiefe, mit der das Medium aus dem IS-Netzwerk berichtet. Diese Interpretation lässt jedoch die apokalyptische Ideologie der IS-Organisation außer Acht. So soll laut einem Hadīth das Jüngste Gericht erst kommen, wenn die Armeen der Byzantiner bei al-Aʿmāq oder Dābiq (siehe auch Dabiq) in Nordsyrien bezwungen werden.

## Verbreitungswege
Die Amaq-Internetseite muss häufig ihre Adresse ändern, da die zugehörigen Domains immer wieder durch Sicherheitsbehörden blockiert werden. Die Nachrichten von Amaq werden parallel über den Nachrichtenübermittlungs-Dienst Telegram oder über X weiterverbreitet.
Amaq entwickelte zudem eine eigene Android-App. Die Hacker-Gruppe „Ghost Security Group“ entdeckte die App und machte „Amaq News“ in westlichen Ländern bekannt. Während Twitter und Facebook von westlichen Sicherheitsbehörden überwacht werden, könne über die eigene App anonym kommuniziert werden.

## Rezeption
Rukmini Callimachi schrieb Anfang 2016 in The New York Times Online über die Bedeutung von Amaq: „Die Agentur hat die exklusiven Meldungen (Scoops), weil sie ihre Tipps direkt von ISIS bekommt; für diejenigen von uns, die vom Terrorismus betroffen sind, wurde Amaq ein ‚must-read‘-Medium, jedes Mal, wenn wieder eine Bombe hochgeht.“ Medienberichte stellten zudem fest, dass in mutmaßlichen Bekennerschreiben bzw. Selbstbezichtigungen nur in seltenen Fällen Täterwissen preisgegeben wird und diese meist mit monotonen Satzfragmenten wie „Soldat“, „Märtyrer“ oder „Kämpfer des Kalifats“ versehen sind.
Verfassungsschutzbehörden wie das Landesamt für Verfassungsschutz Baden-Württemberg Ende 2016 beurteilen Amaq unter anderem als festen Propaganda-Baustein der IS: „Ihre Positionierung als vermeintlich unabhängige Instanz im Nachrichtenbereich, die Anschläge mittelbar für den IS reklamiert, hat sich seit Mitte 2015 über mehrere Monate herausgebildet; inzwischen ist sie für die Organisation ein fester Faktor der Selbstdarstellung nach einem vermeintlichen oder tatsächlichen Anschlag. In offiziellen Verlautbarungen und Videos bestätigt der IS dementsprechend nie die Existenz von AMAQ als eigene ‚Nachrichtenagentur‘.“ Aktuelle Bezüge – nach den militärischen Niederlagen in Syrien und dem Irak – lassen „offenkundig den Verlust des Unbesiegbarkeitsmythos in der Selbstdarstellung des IS kompensieren.“